# Championnats de France de cyclo-cross 2024
Navigation
2023 2025
Les championnats de France de cyclo-cross 2024 se déroulent les 13 et 14 janvier à Camors (Morbihan). 
Le site de Prat-er-Hoët accueille ces championnats de France deux ans après avoir reçu deux manches de la coupe de France de cyclo-cross. Toujours à Camors, le site voisin du Petit-Bois avait déjà accueilli l'édition 1987 des championnats de France.

## Participants et favoris
Environ 350 concurrents représentant les différents comités régionaux prennent part aux huit épreuves du week-end, selon leur catégorie.
Chez les élites hommes, Clément Venturini, déjà vainqueur de cinq championnats de France, Joshua Dubau, champion de France en 2022, et David Menut font partie des favoris au titre. Côté élites femmes, Amandine Fouquenet, à domicile, les sœurs Hélène et Perrine Clauzel et Amandine Vidon peuvent espérer remporter le titre. Dans les autres catégories d'âges, les favoris pour décrocher la tunique bleu-blanc-rouge sont Rémi Lelandais et Léo Bisiaux chez les U23 hommes, Olivia Onesti, Electa Gallezot et Alexandra Valade chez les U23 femmes, Aubin Sparfel, Louis Tanguy et Maxime Vézie chez les U19 hommes.

## Résultats

### Hommes
| Compétitions  | Or                    | Argent         | Bronze           |
| ------------- | --------------------- | -------------- | ---------------- |
| Élites        | Clément Venturini     | Joshua Dubau   | Théo Thomas      |
| Espoirs (U23) | Nathan Bommenel       | Rémi Lelandais | Léo Bisiaux      |
| Juniors (U19) | Paul Seixas           | Jules Simon    | Maxime Vézie     |
| Cadets (U17)  | Soren Bruyère Joumard | Soen Le Pann   | Clément Bouyssou |

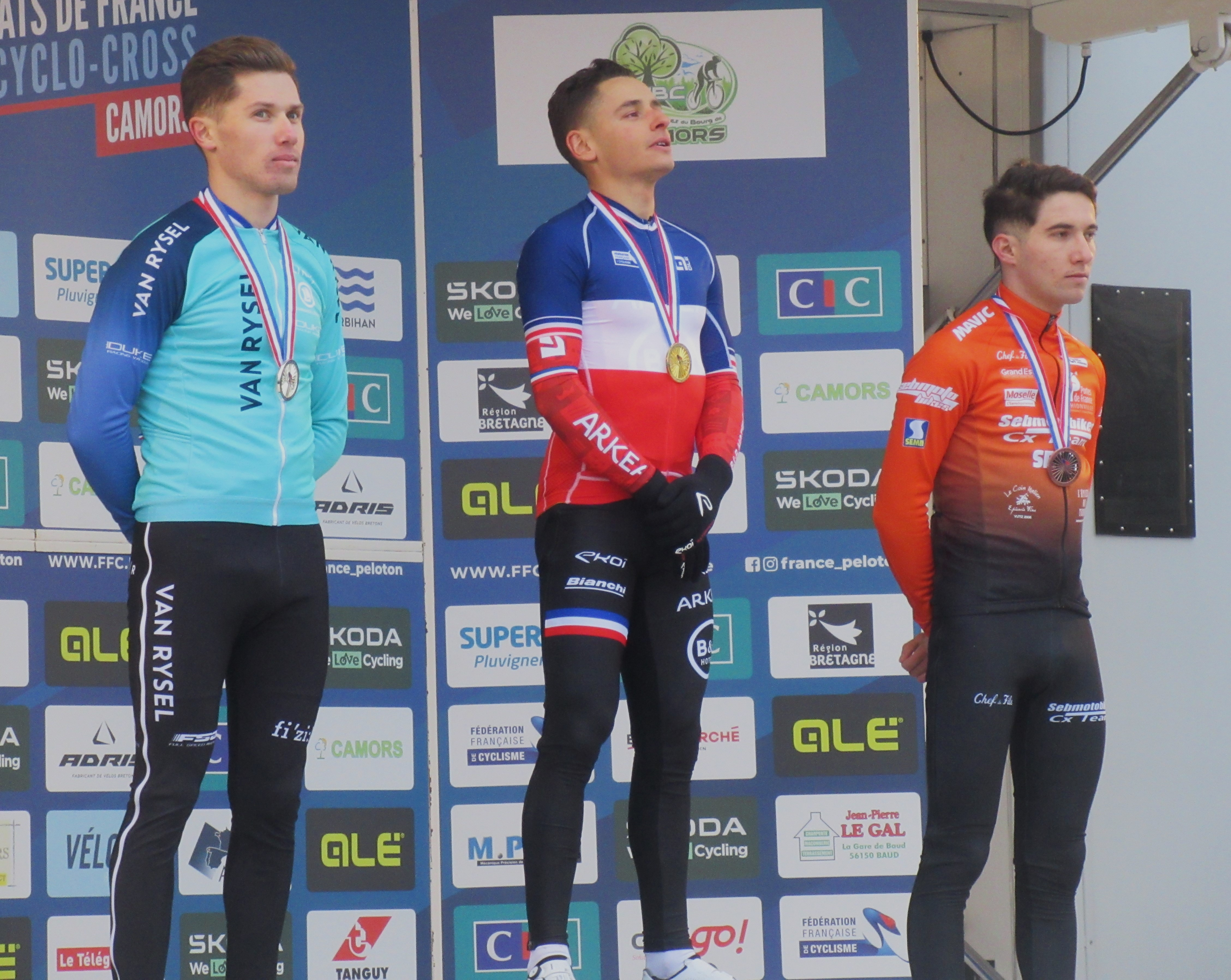
Podium Élites.
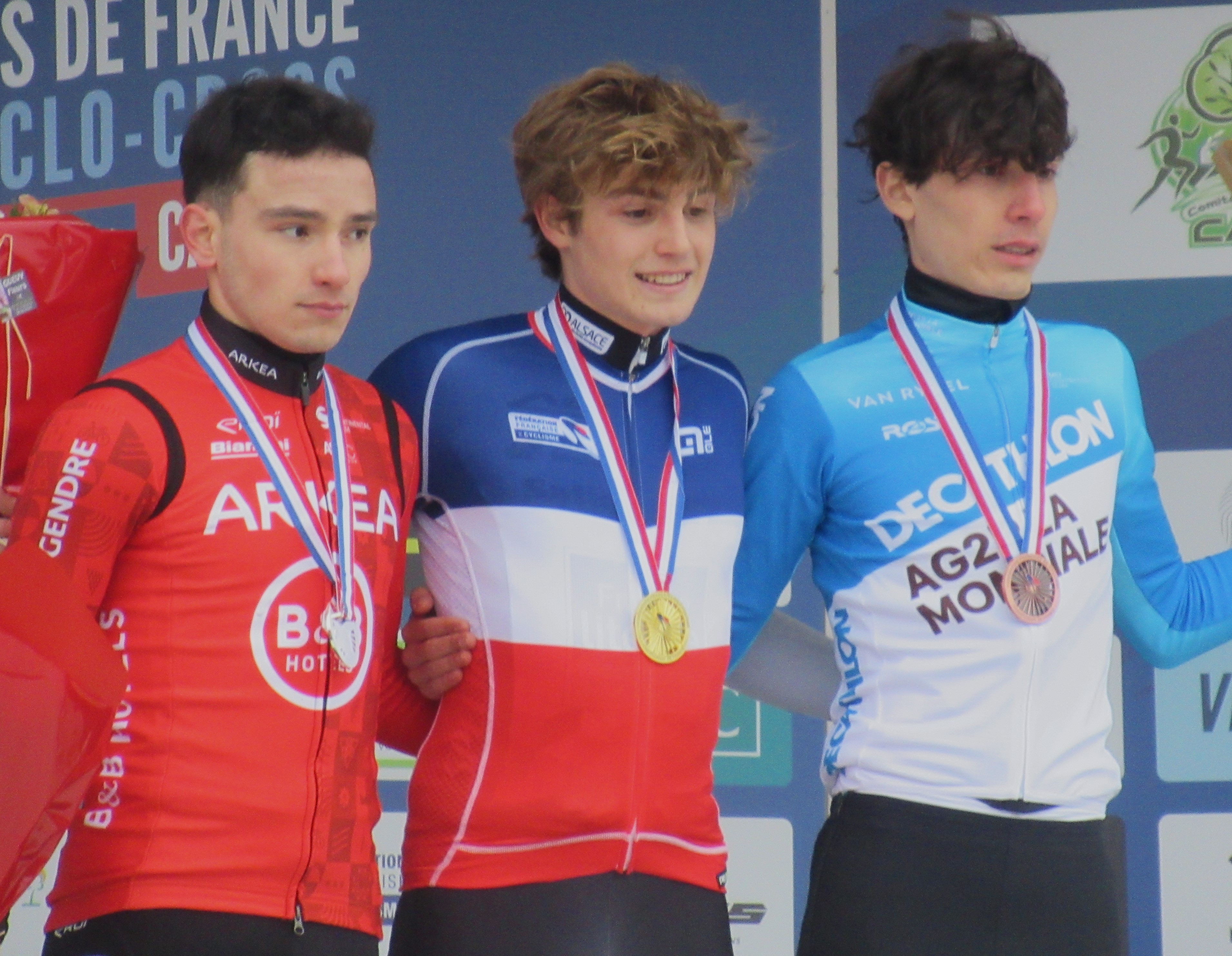
Podium Espoirs (U23).
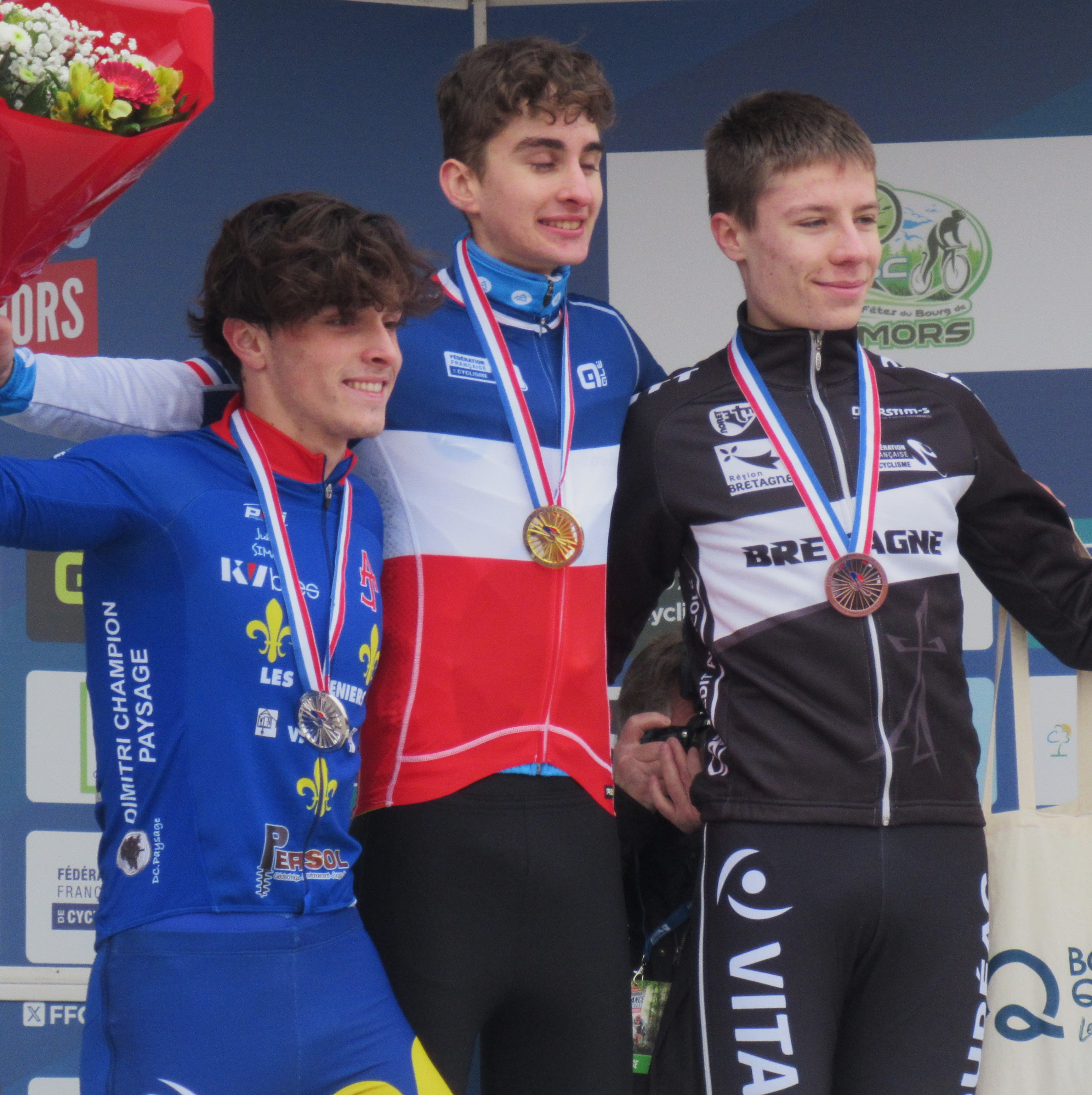
Podium Juniors (U19).
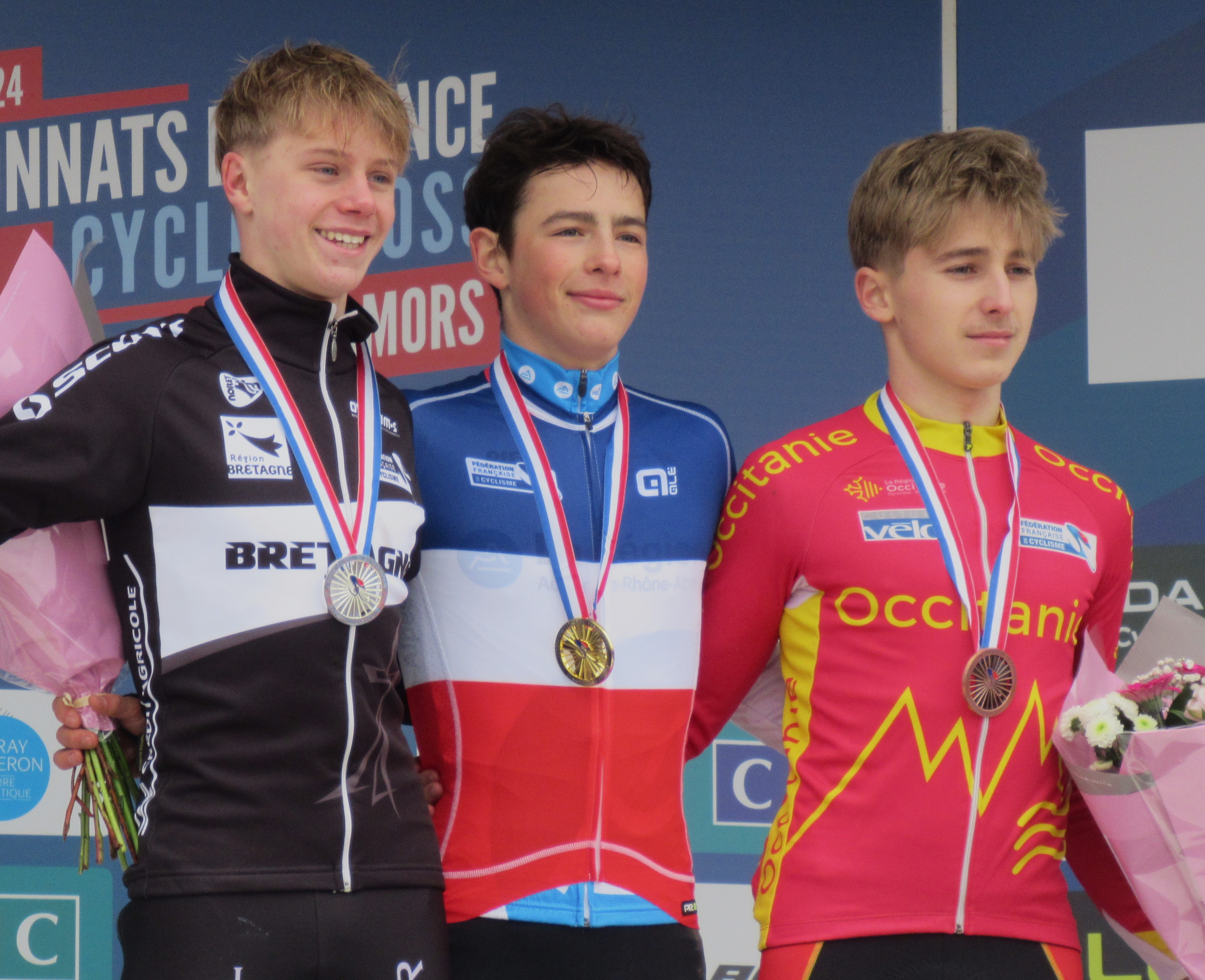
Podium Cadets (U17).

### Femmes
| Compétitions   | Or              | Argent             | Bronze          |
| -------------- | --------------- | ------------------ | --------------- |
| Élites         | Hélène Clauzel  | Amandine Fouquenet | Anaïs Morichon  |
| Espoirs (U23)  | Electa Gallezot | Olivia Onesti      | Camille Devigne |
| Juniors (U19)  | Célia Gery      | Amandine Muller    | Anaïs Moulin    |
| Cadettes (U17) | Lise Revol      | Jeanne Duterne     | Thaïs Poirier   |

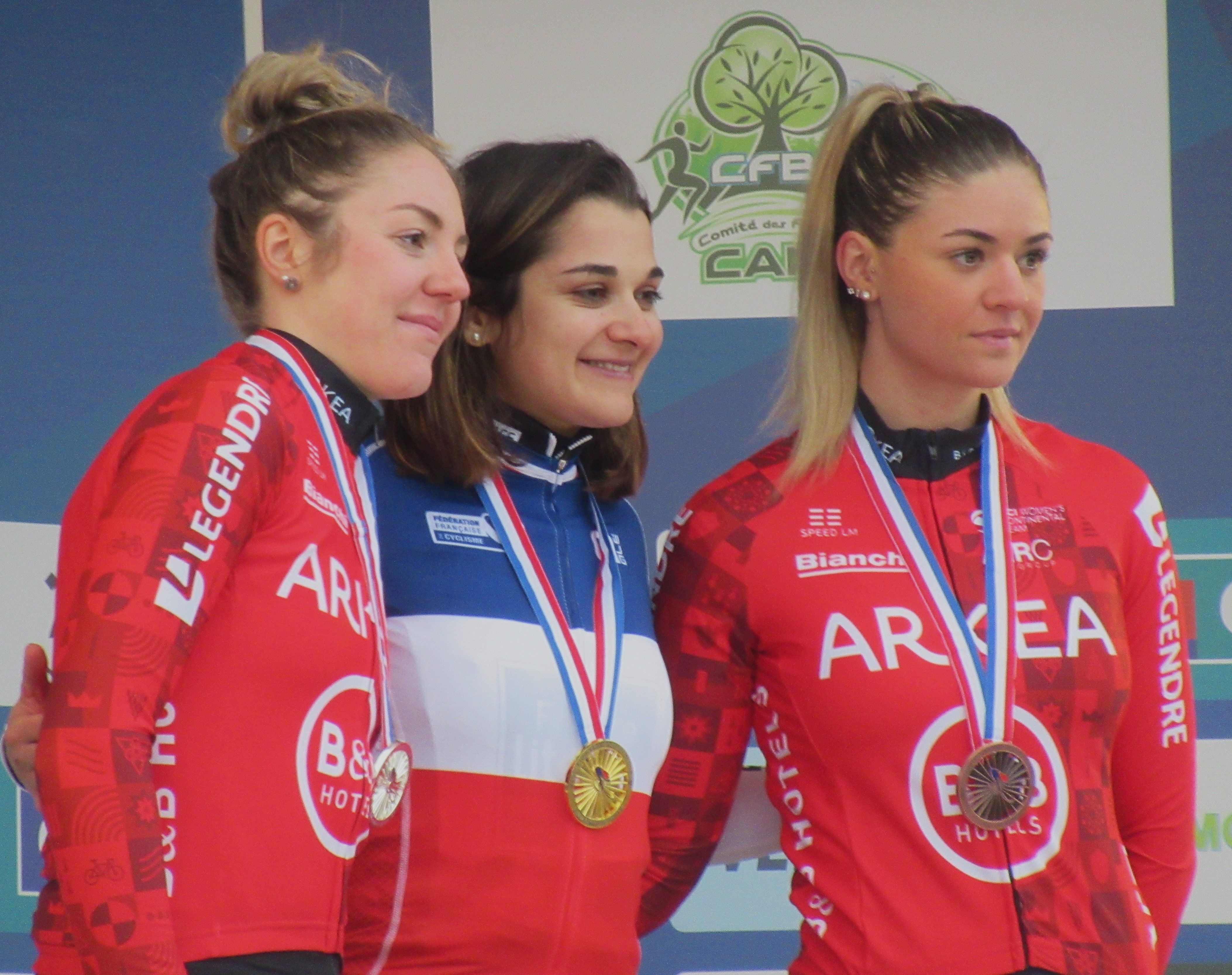
Podium Élites.
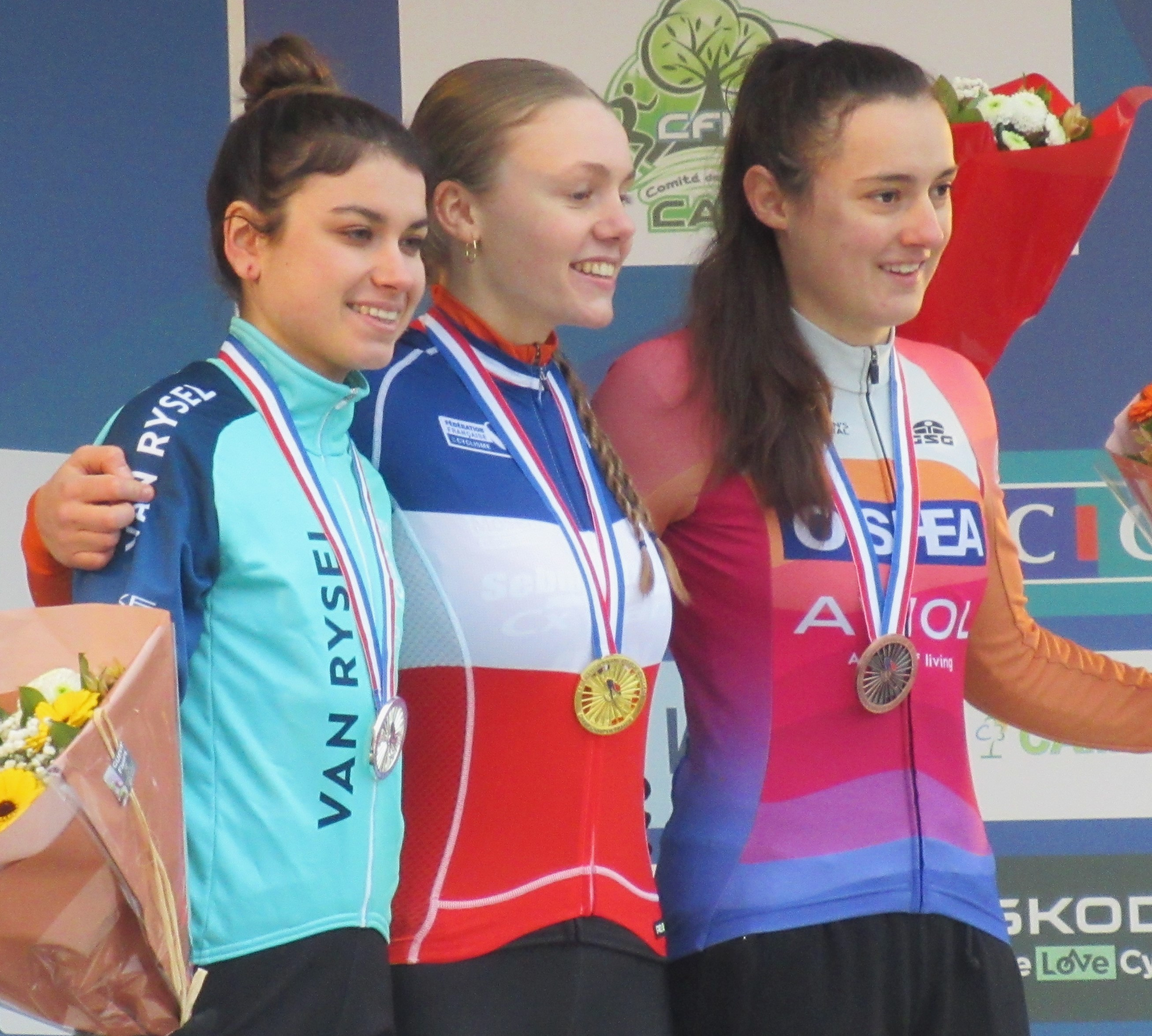
Podium Espoirs (U23).
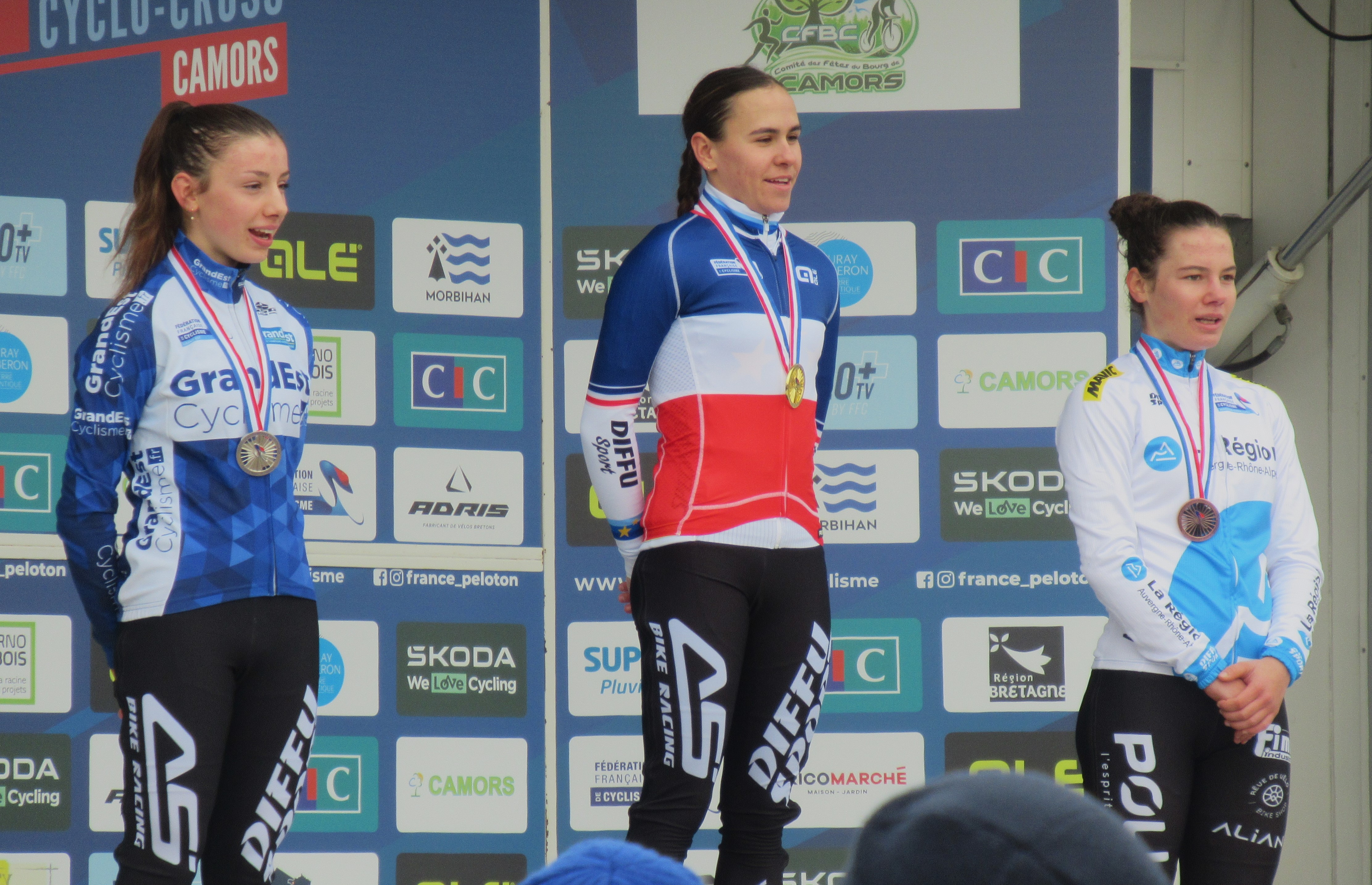
Podium Juniors (U19).
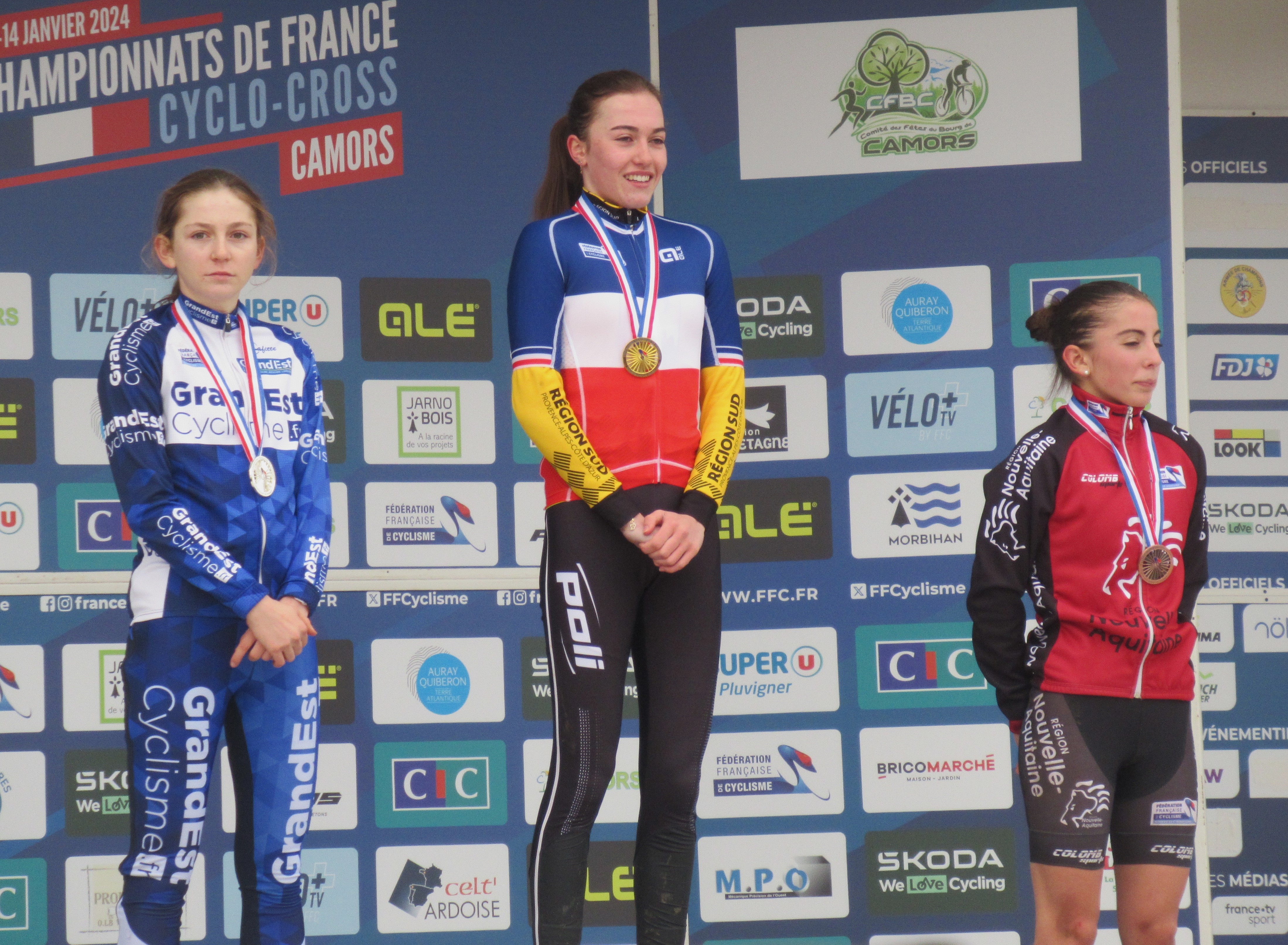
Podium Cadettes (U17).

### Mixte
| Compétitions | Or                                                                            | Argent                                                                          | Bronze                                                                        |
| ------------ | ----------------------------------------------------------------------------- | ------------------------------------------------------------------------------- | ----------------------------------------------------------------------------- |
| Relais mixte | Auvergne-Rhône-Alpes- Célia Gery - Amandine Vidon - Paul Seixas - David Menut | Grand Est- Amandine Muller - Alexandra Valade - Aubin Sparfel - Lorenzo Marasco | Bretagne- Ambre Jouault - Amandine Fouquenet - Maxime Vézie - Tom Mainguenaud |

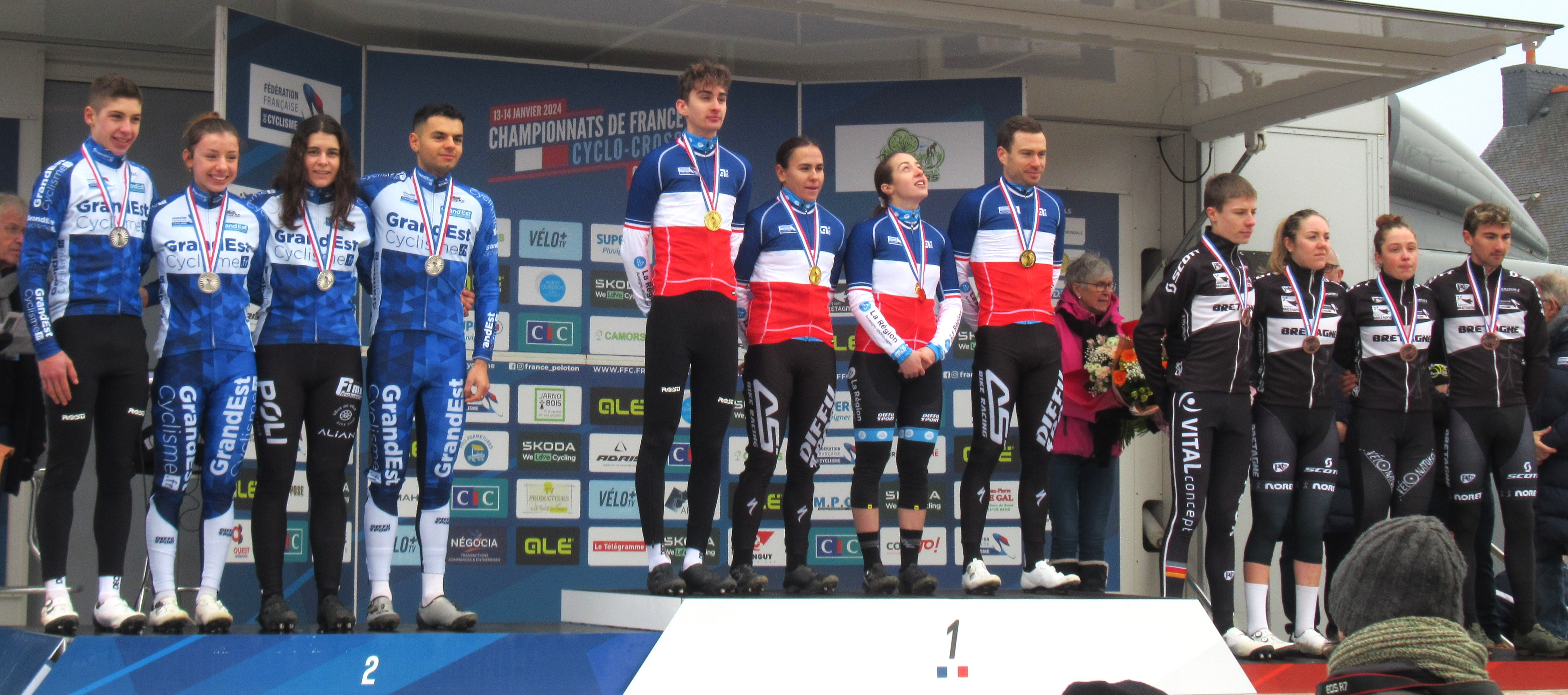
Podium relais mixte.